# 莫延多
莫延多是秘魯的城市，位於該國南部太平洋沿岸，由阿雷基帕大區負責管轄，鎮上有民用機場，該鎮在50年前曾經是重要的港口，人口28,953。

## 外部連結
- Sobre Mollendo （页面存档备份，存于）
- Mollendo Airport （页面存档备份，存于）
- （西班牙文） War in the Pacific Mollendo Invaded
- MSN Map[永久]

17°01′00″S 72°01′00″W / 17.01667°S 72.01667°W